# Biserica de lemn din Lămășeni
Biserica de lemn „Sfântul Nicolae” din Lămășeni este un lăcaș de cult ortodox construit în perioada 1760-1762 în satul Lămășeni din comuna Rădășeni aflată în județul Suceava. Edificiul religios se află localizat în partea din vale a satului și are hramul Sfântul Nicolae, sărbătorit la data de 6 decembrie.
Biserica de lemn din Lămășeni a fost inclusă pe Lista monumentelor istorice din județul Suceava din anul 2015 la numărul 284, având codul de clasificare  SV-II-m-B-05564.

## Istoricul bisericii
Satul Lămășeni este situat în partea de vest a comunei Rădășeni, la o distanță de 3 km de satul Rădășeni și la 9 km de municipiul Fălticeni. Prima sa atestare documentară datează dintr-un uric din 1365 al domnitorului Bogdan I al Moldovei (1359-1365), prin care satul Lămășeni este dat boierului Rotopan. În secolele următoare satul a fost, pe rând, sat răzeșesc, sat boieresc, sat domnesc și sat mănăstiresc.
Conform cronicii parohiale redactate de preotul Petru Rusu, în timpul domniei lui Ștefan cel Mare (1457-1504) a fost construită o biserică de lemn în imediata apropiere a actualei biserici. Tradiția menționează că din vechea biserică s-ar mai păstra încastrat deasupra golului de trecere în pronaos un fragment decorativ policrom, în basorelief, ornamentat cu denticuli, elemente florale și zoomorfe, înlănțuite ritmic.
Anul construirii bisericii este greu de aflat, în lipsa unei pisanii. Specialiștii acreditează ipoteza că biserica actuală ar fi fost construită în a doua jumătate a secolului al XVIII-lea. „Anuarul Arhidiecezei Bucovinei” din 1909 indică anii 1760-1762 ca ani de construcție a bisericii. În patrimoniul lăcașului de cult se află un Liturghier românesc din 1759 și un Penticostarion din 1768. De asemenea, pe clopotul mic se află următoarea inscripție: „În anul de la Hristos 1776 Petru (P)opoviciu”. Conform cronicii parohiei, Petru Popoviciu este considerat a fi primul preot al bisericii.
Pe măsura trecerii timpului, populația satului Lămășeni a crescut, iar biserica de lemn s-a dovedit neîncăpătoare. În primul sfert al secolului al XIX-lea a fost înălțată în sat o biserică de zid.
În secolul al XX-lea s-au efectuat o serie de modificări ale edificiului de lemn, care au alterat aspectul inițial al construcției. Reparațiile capitale din perioada anilor 1908-1909 au avut ca rezultat:
- construirea pe latura sudică a pronaosului a unui pridvor închis deasupra căruia s-a înălțat turnul clopotniță;
- lărgirea ferestrelor;
- căptușirea pereților și a streașinei cu scânduri.

Între anii 1935-1936 s-a tencuit soclul bisericii și s-a schimbat învelitoarea din draniță cu una din tablă. Tot atunci, zugravul Ion Doroftei din Fălticeni a pictat pereții interiori ai bisericii în ulei. În prezent, pereții interiori sunt tencuiți, iar cei exteriori sunt placați cu scânduri vopsite în culoarea verde.
În perioada 1998-2001, la distanță foarte mică de vechea biserică, a fost construită o biserică de lemn de dimensiuni mai mari, cu hramul Adormirea Maicii Domnului. Piatra de temelie a acesteia a fost pusă în anul 1998 de către arhiepiscopul Pimen Zainea al Sucevei și Rădăuților, lucrările fiind coordonate până în anul 2010 de preotul Ioan Gușă, iar ulterior de preotul paroh Petru Gavril. Noul lăcaș de cult are mobilier sculptat din lemn de stejar. Pictura pereților interiori a fost realizată în tehnica frescă de către pictorul Mircea Dascălu din Fălticeni. Pridvorul a fost construit în anul 2011. Biserica „Adormirea Maicii Domnului” din Parohia Lămășeni I a fost sfințită la 31 iulie 2011 de către arhiepiscopul Pimen, împreună cu un sobor de 20 de preoți și diaconi (printre care și preotul Constantin Patrolea, protopop al Protopopiatului Fălticeni), în prezența unui număr foarte mare de credincioși. Slujba religioasă s-a oficiat pe un podium amenajat în curtea bisericii parohiale. Cu acest prilej, a fost adus spre închinare papucul Sfântului Ierarh Spiridon de la Mănăstirea Râșca.
În aprilie 2010, Daniel Hrenciuc, șeful Direcției pentru Cultură și Patrimoniu Național din județul Suceava, a atras atenția asupra faptului că cele 36 de biserici de lemn cu valoare de monument istoric din Bucovina sunt pe cale de dispariție. El a dat ca exemplu al bisericilor care riscă să se degradeze bisericile din Putna, Vicovu de Jos, Moara, Lămășeni sau Șerbănești.

## Arhitectura bisericii
Biserica veche de lemn din Lămășeni este construită în totalitate din bârne de stejar cioplite din grinzi despicate și îmbinate în „cheotori”. Ea se sprijină pe un soclu din piatră de râu. Pentru a proteja edificiul de intemperii, pereții din bârne au fost placați cu scânduri vopsite cu culoare verde. Edificiul are un acoperiș din tablă zincată.
Monumentul are formă de navă, cu absida altarului pentagonală și decroșată față de restul corpului construcției și cu pronaos poligonal. Lăcașul de cult este prevăzut cu o singură ușă, aflată în peretele sudic al pridvorului.
În interior, biserica este împărțită în patru încăperi: pridvor, pronaos, naos și altar. Pereții interiori ai bisericii au fost tencuiți. Intrarea în biserică se face pe o ușă situată în peretele sudic al pridvorului. Pridvorul are o formă dreptunghiulară, având două ferestre pe laturile de est și de vest. Deasupra sa se înaltă zvelt turnul clopotniță, placat cu tablă și având ferestre în toate cele patru puncte cardinale.
Pronaosul are o formă poligonală în partea de vest, cu trei laturi inegale. În acest spațiu se află două ferestre: una dreptunghiulară în axa contraabsidei și o alta pe peretele nordic. Deasupra pronaosului se află o boltă semicilindrică retrasă de la pereți la distanțe ce variază între 1.70 și 2.60 metri. Naosul are o formă pătrată (cu latura de 6.15 metri), cu două ferestre dreptunghiulare terminate la partea superioară în arc de cerc, pe laturile de nord și de sud. Deasupra naosului se află o boltă semicilindrică retrasă.
Altarul are o absidă decroșată de formă pentagonală, iar în decroșurile de nord și de sud se află proscomidiarul și diaconiconul. Aici se află două ferestre dreptunghiulare încheiate în arc de cerc: una în axa absidei și cealaltă pe peretele sudic. Acest spațiu este acoperit cu o boltă semicilindrică.
Pereții tencuiți ai bisericii au fost pictați între anii 1935-1936 de zugravul Ion Doroftei din Fălticeni. Nu există mărturii care să ateste că lăcașul de cult a fost pictat anterior.

## Imagini

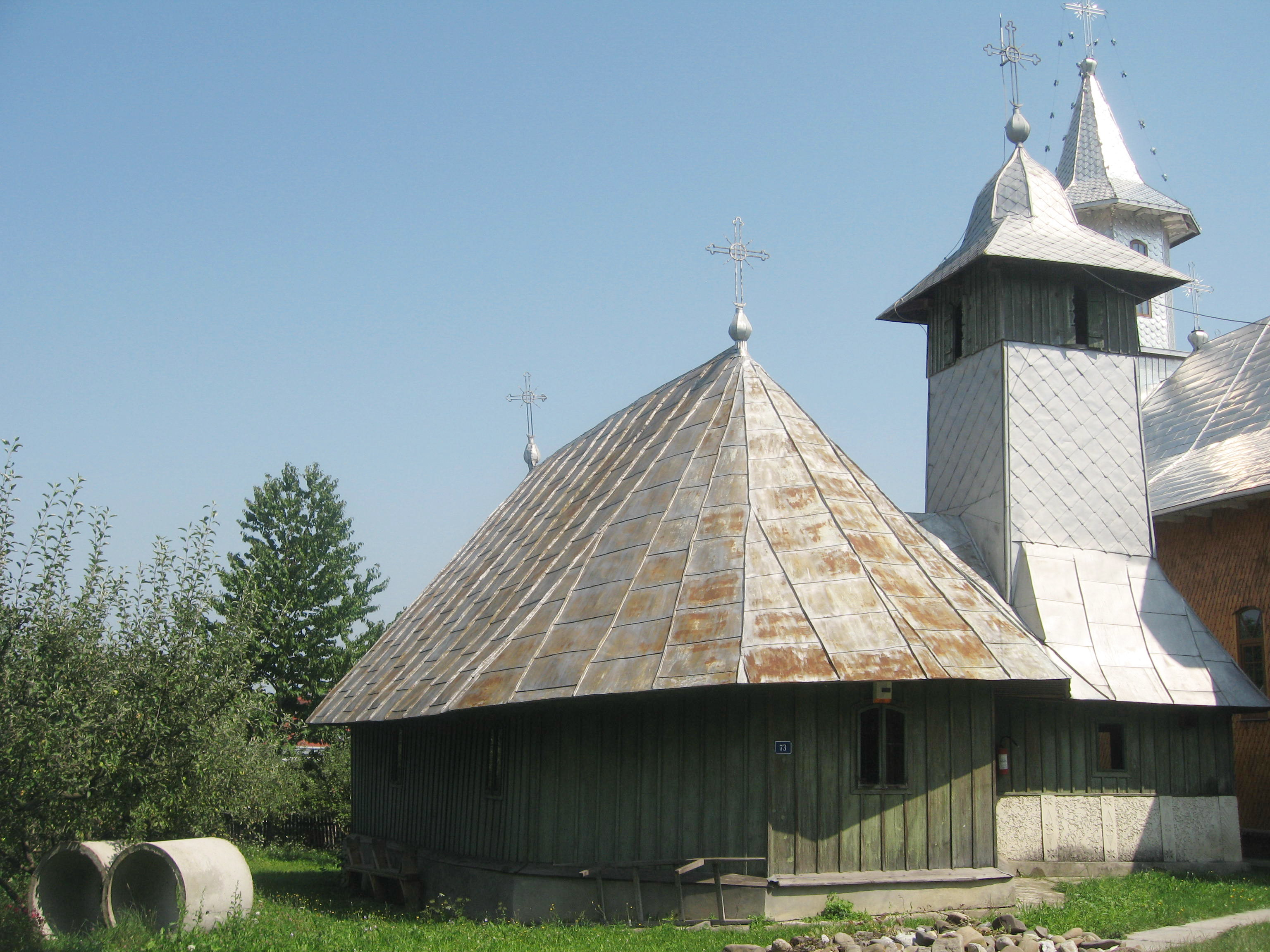
Biserica pe latura nord-vestică
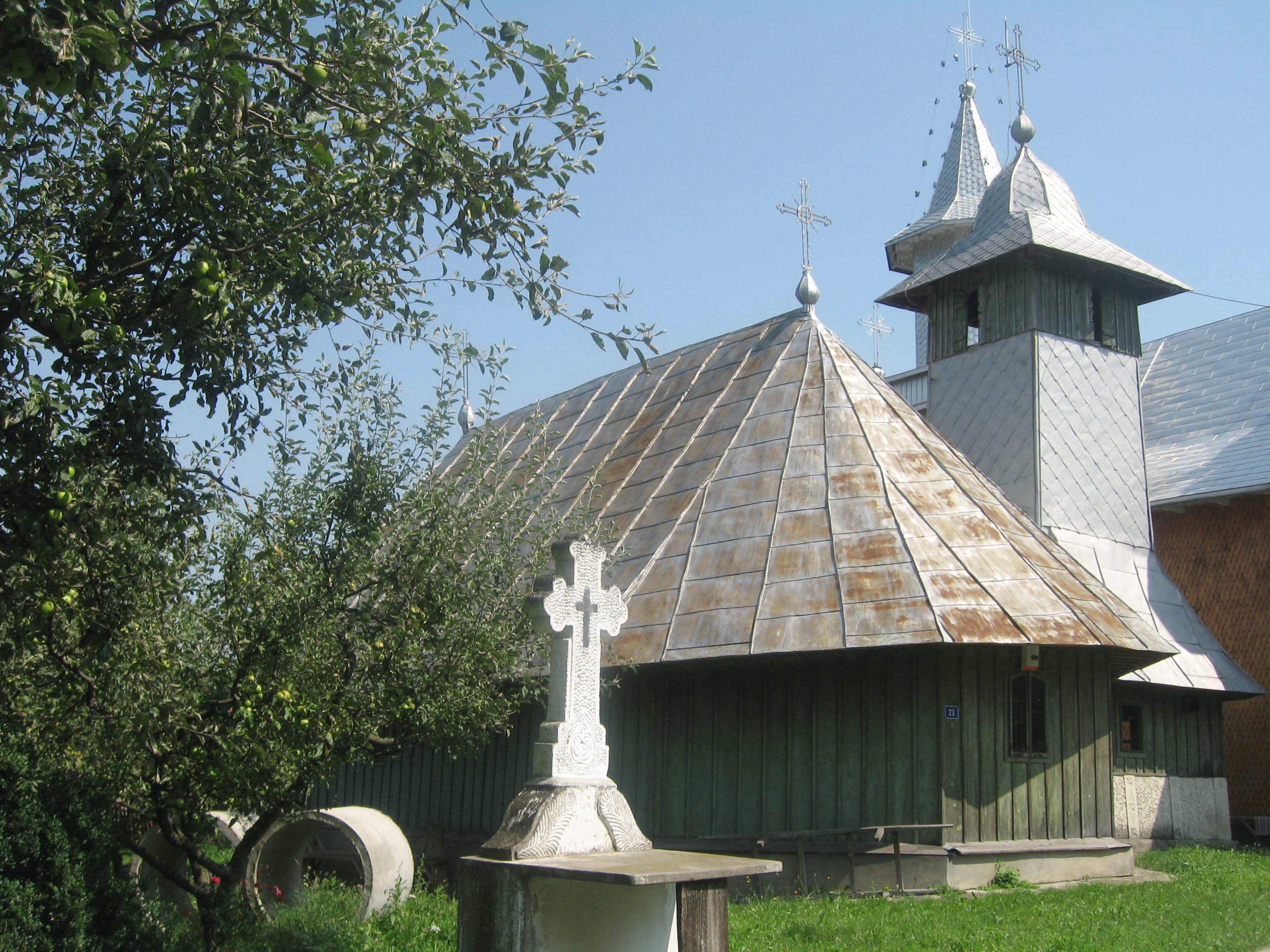
Biserica pe latura nord-vestică
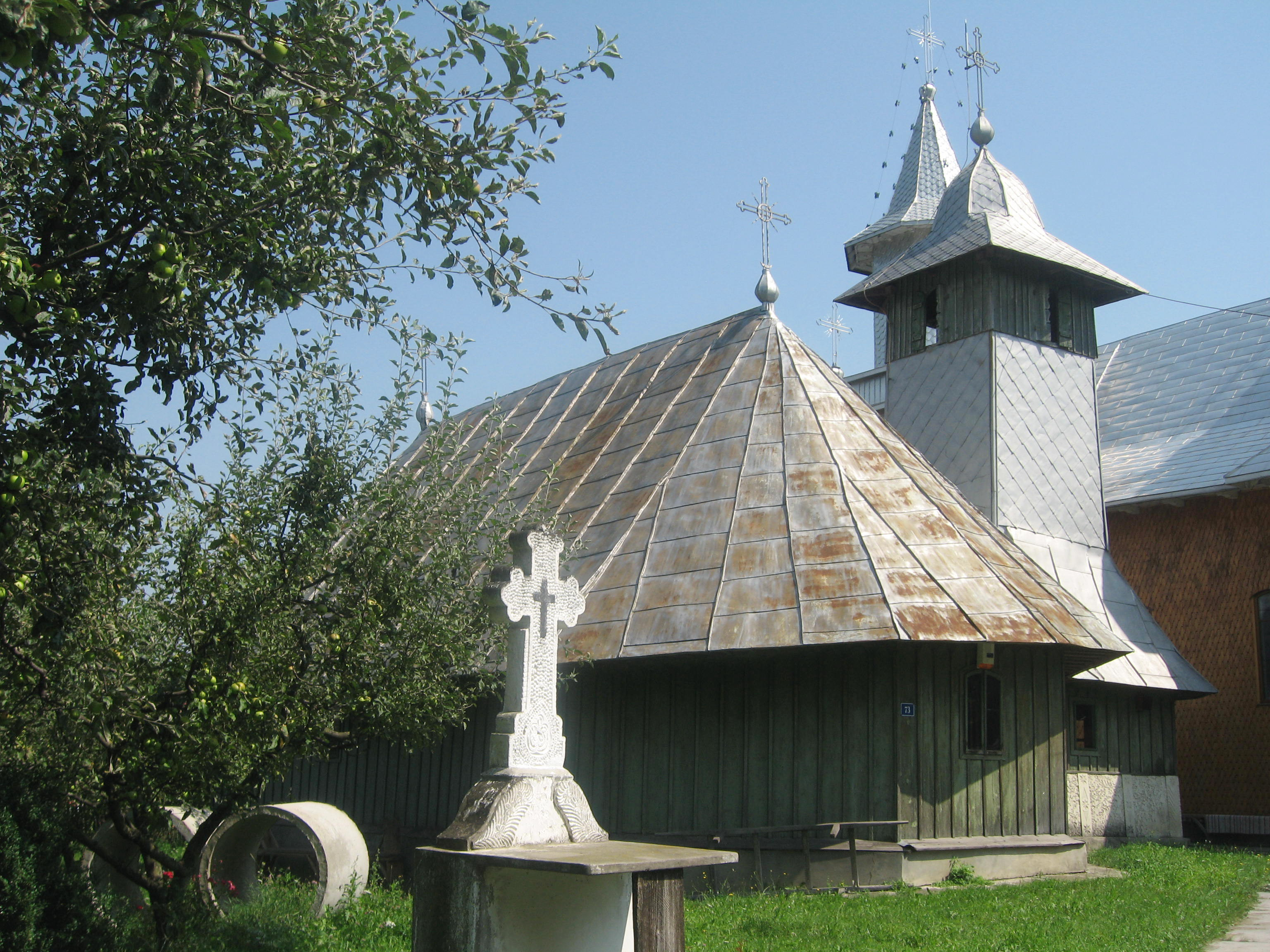
Biserica pe latura nord-vestică
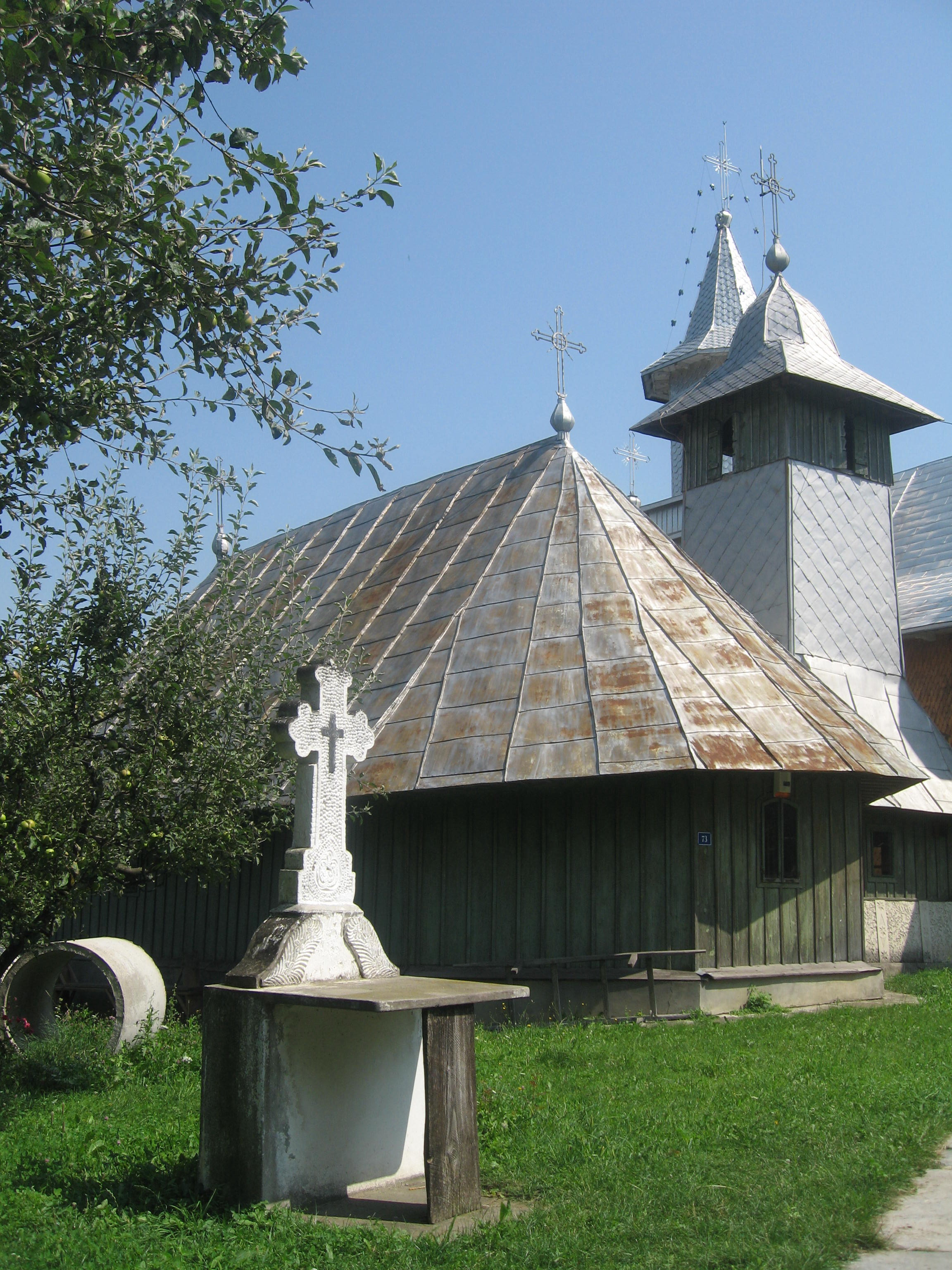
Biserica pe latura nord-vestică
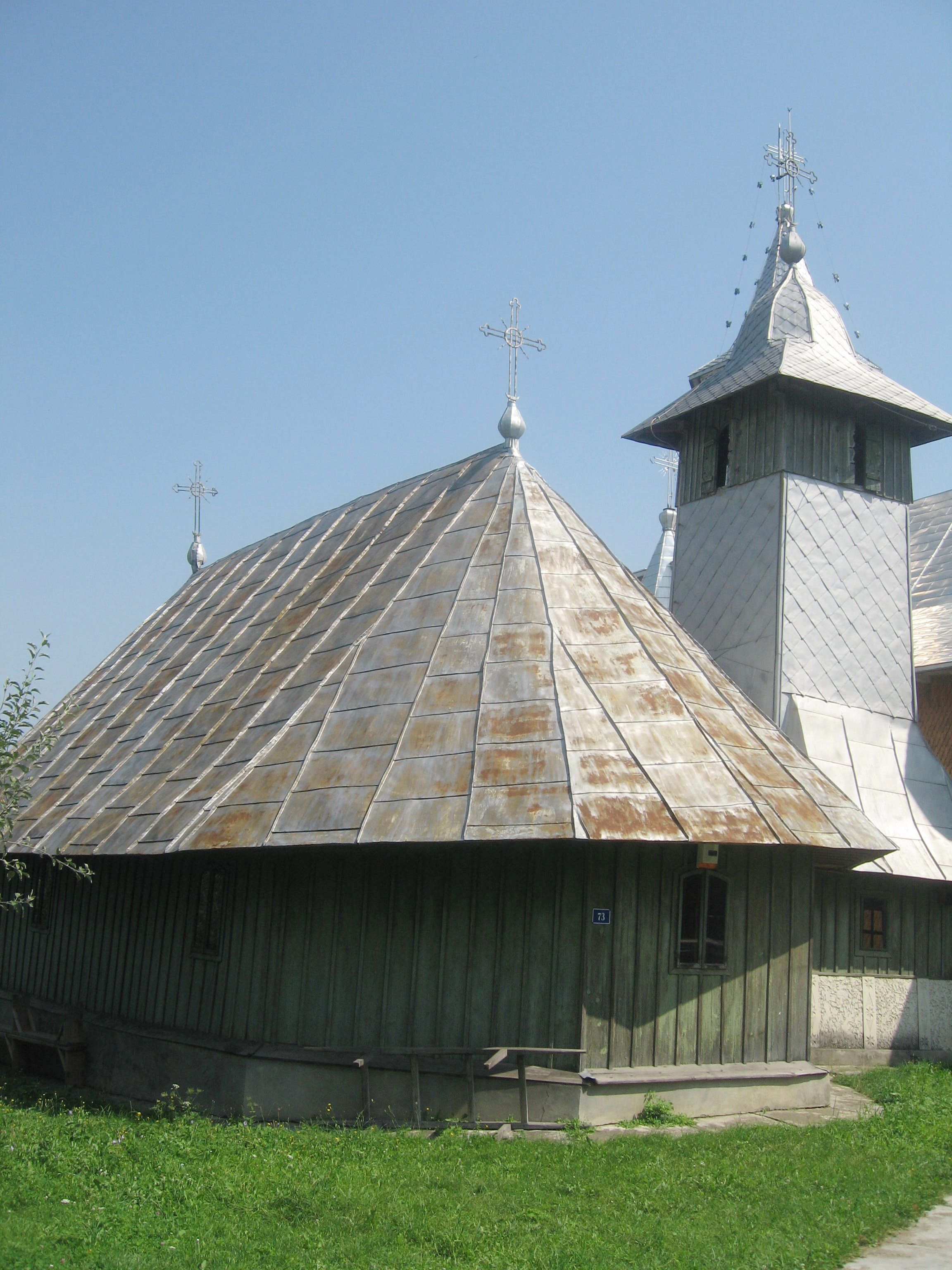
Biserica pe latura nord-vestică
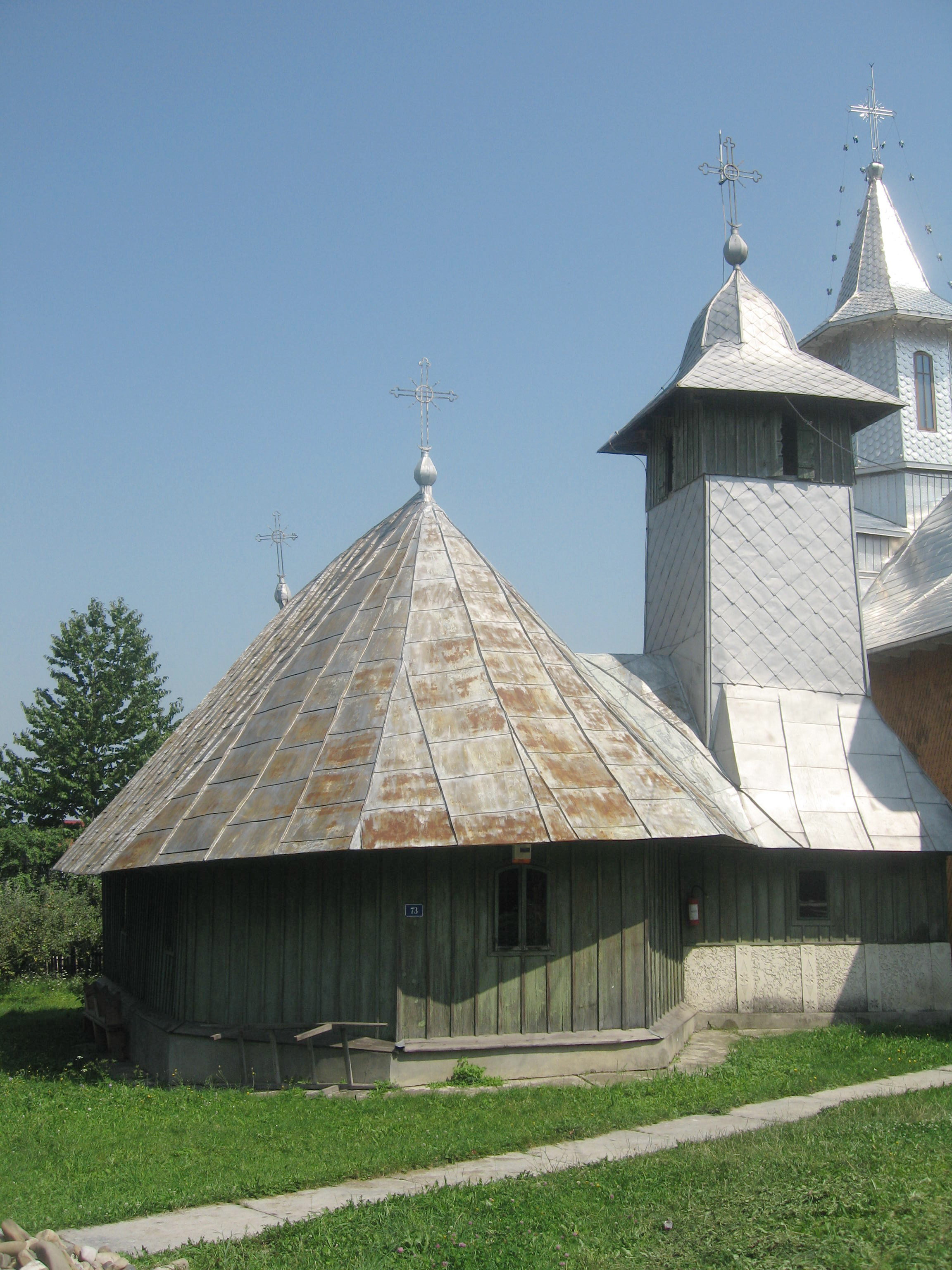
Biserica pe latura vestică
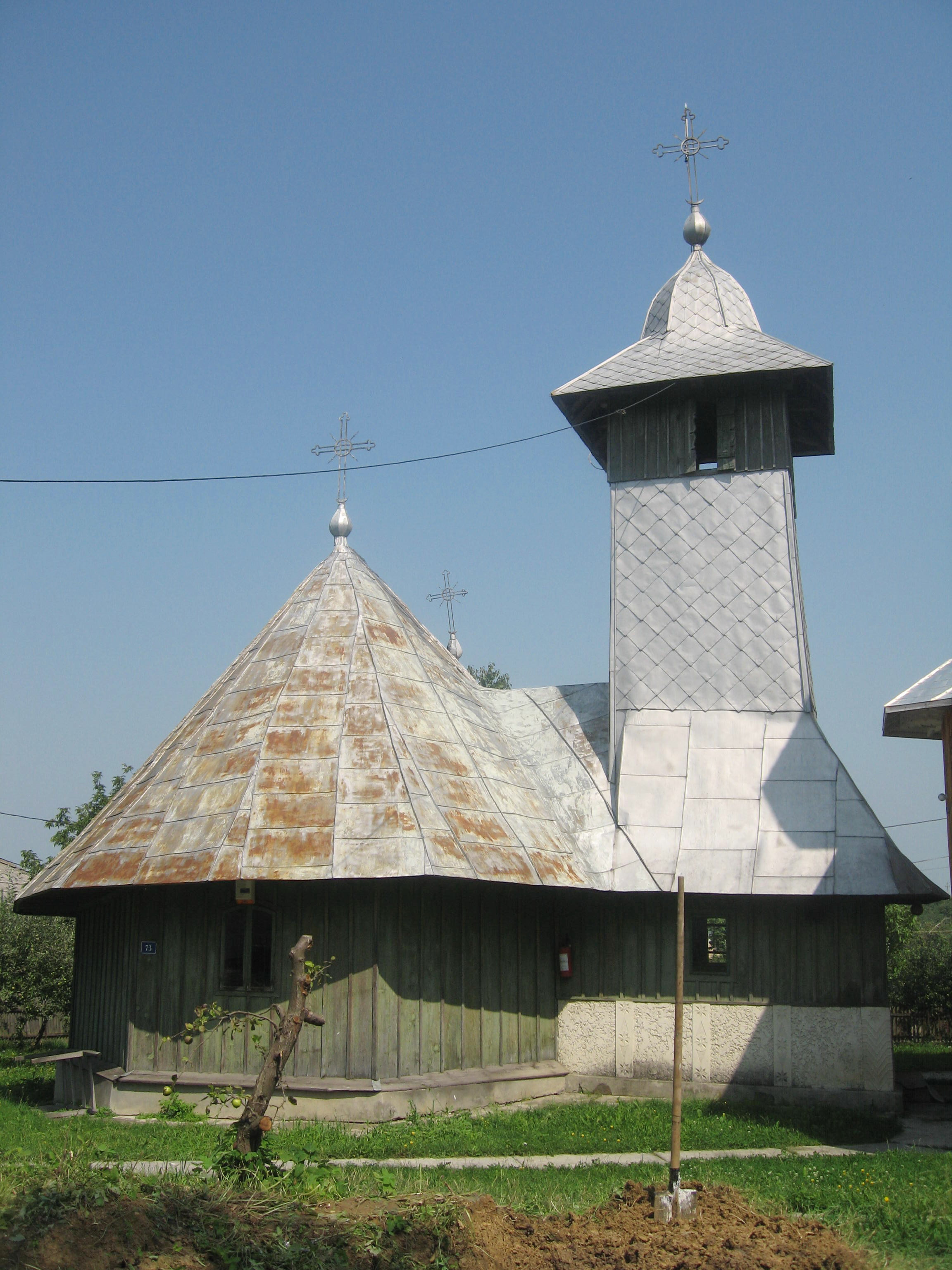
Biserica pe latura vestică
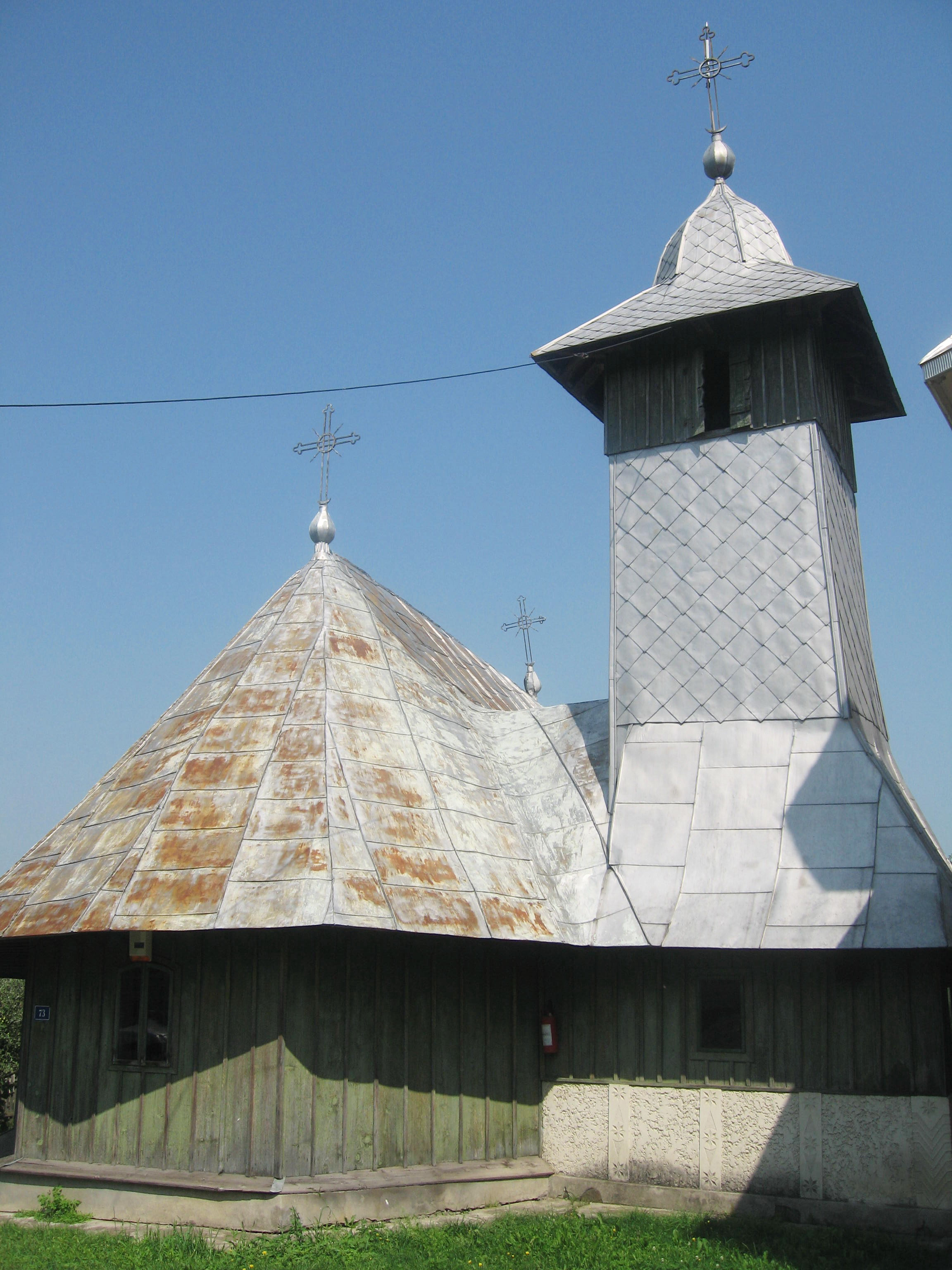
Biserica pe latura vestică
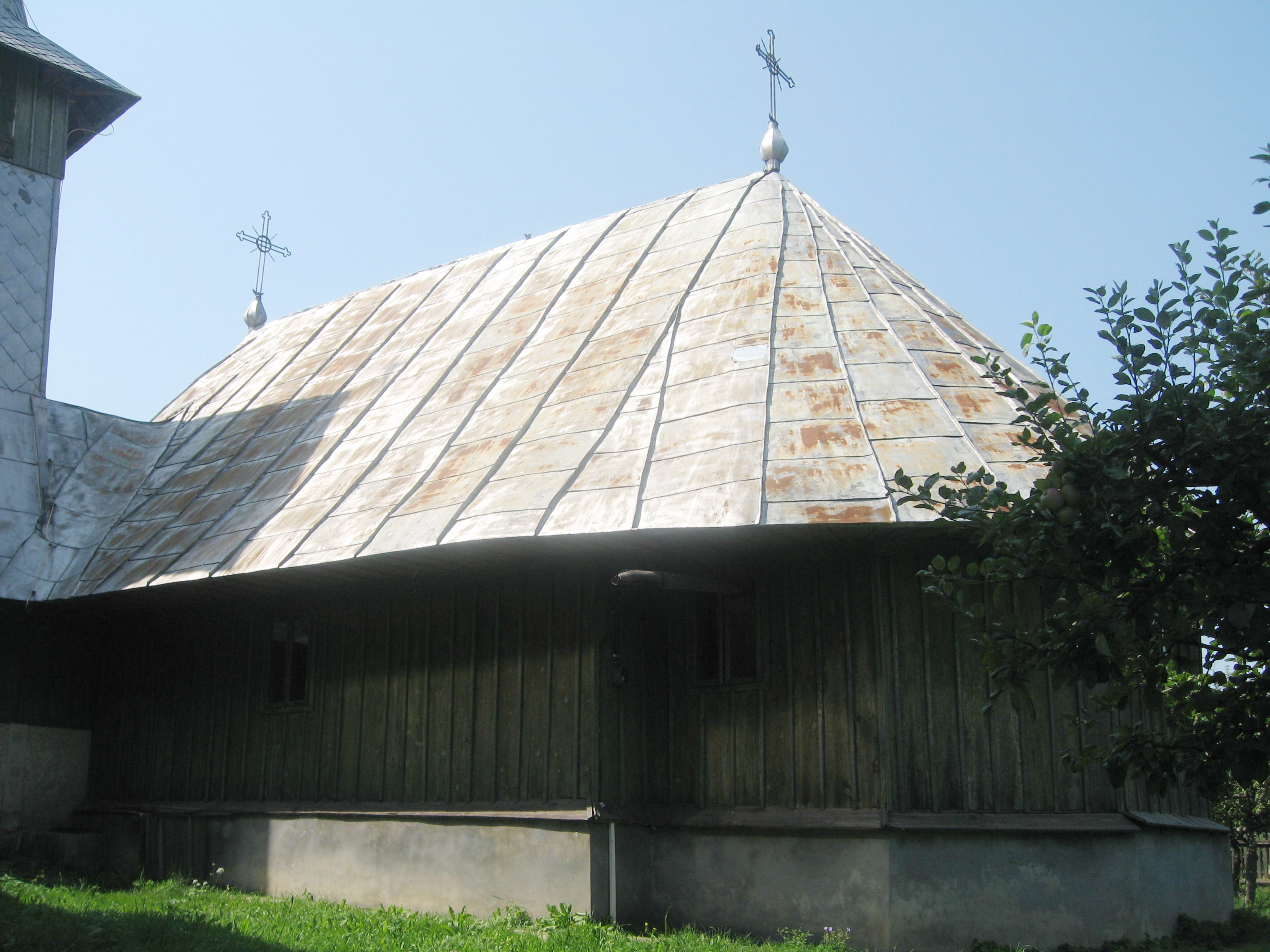
Biserica pe latura sud-estică
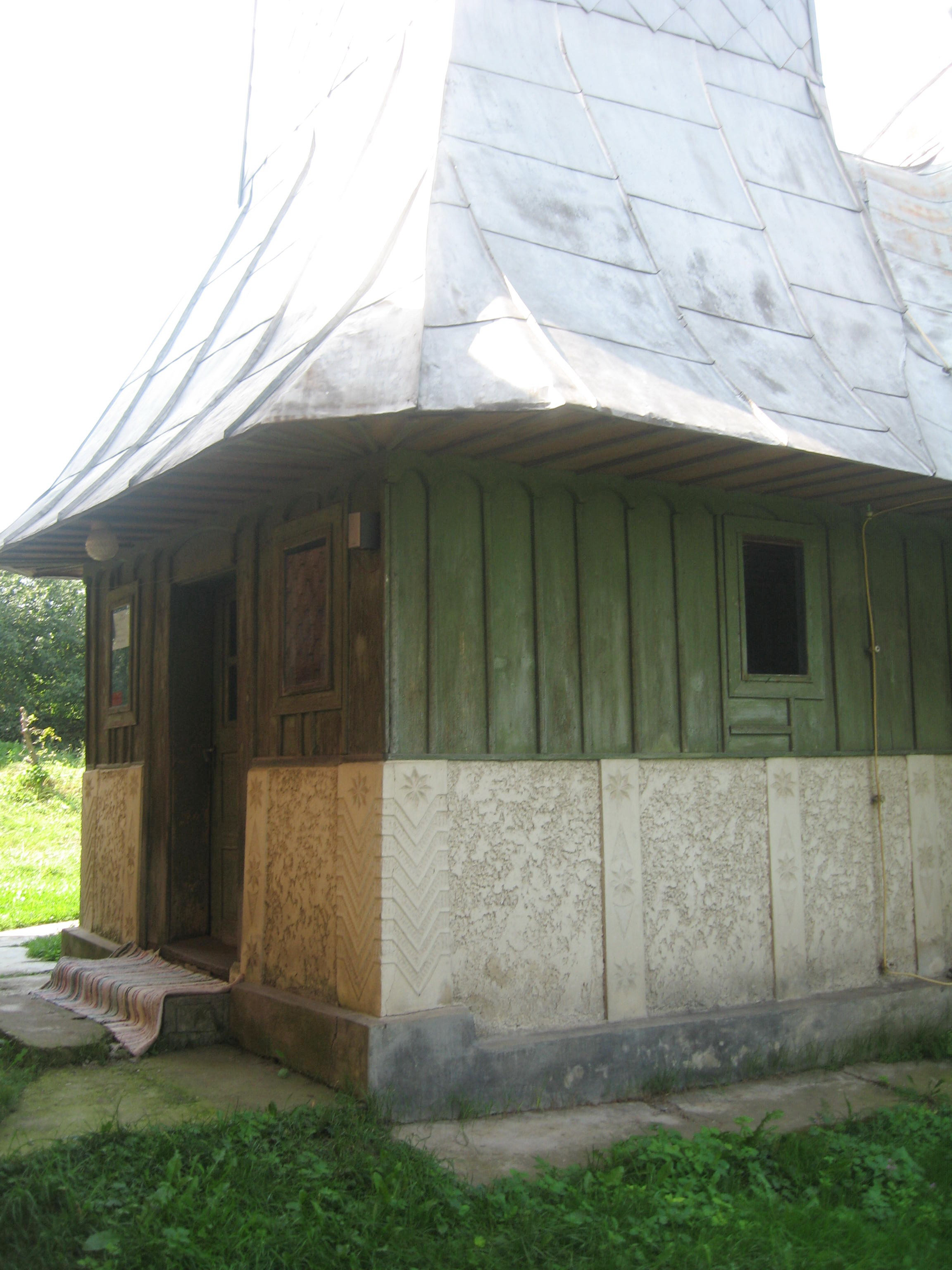
Pridvorul bisericii